# Sântioana (okręg Bistrița-Năsăud)
Sântioana – wieś w Rumunii, w okręgu Bistrița-Năsăud, w gminie Mărișelu. W 2011 roku liczyła 450 mieszkańców.